# Encephalartos manikensis
Encephalartos manikensis är en kärlväxtart som först beskrevs av Gilliland (gilliland.  Encephalartos manikensis ingår i släktet Encephalartos och familjen Zamiaceae. IUCN kategoriserar arten globalt som sårbar. Inga underarter finns listade i Catalogue of Life.

## Bildgalleri

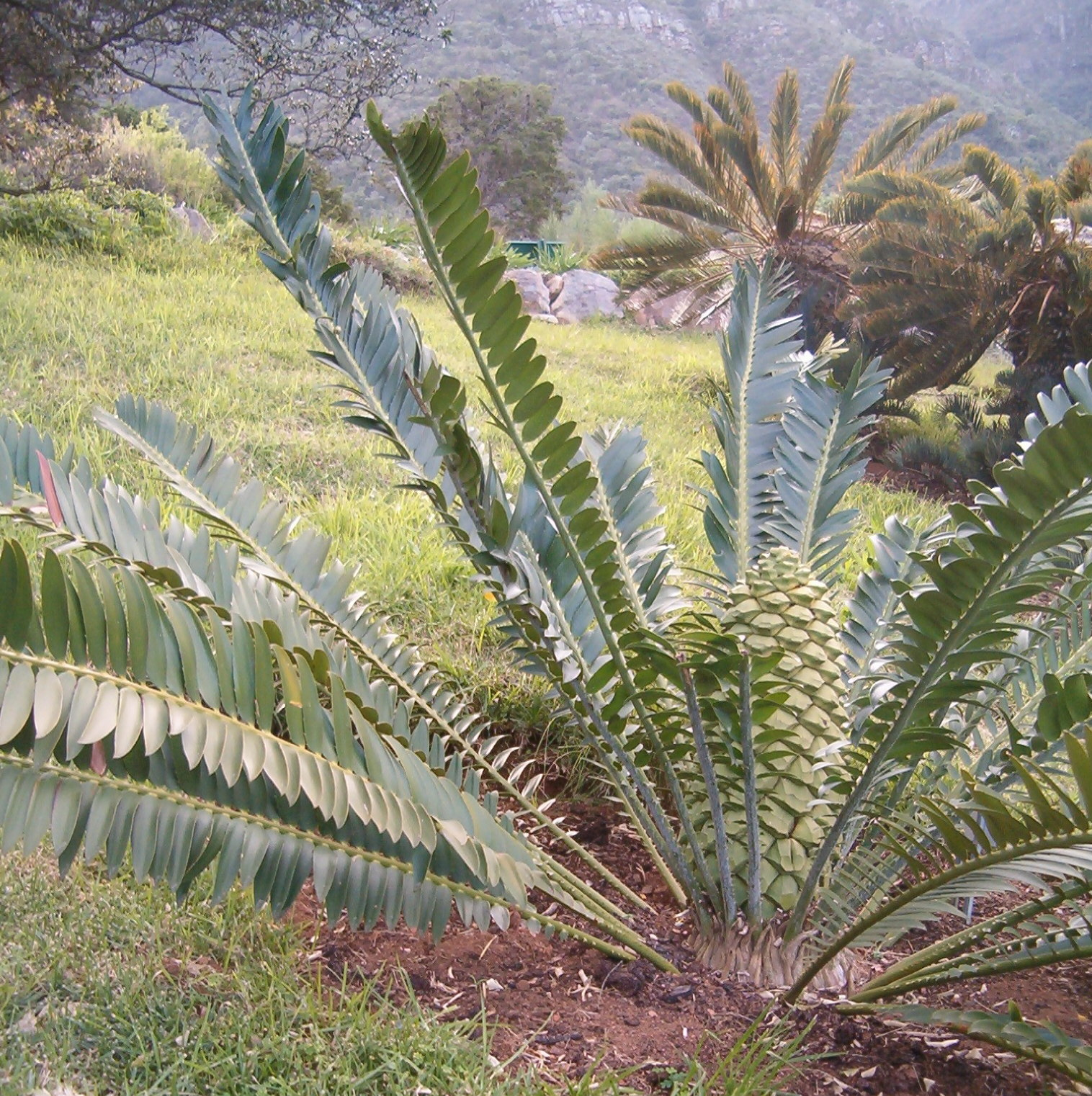
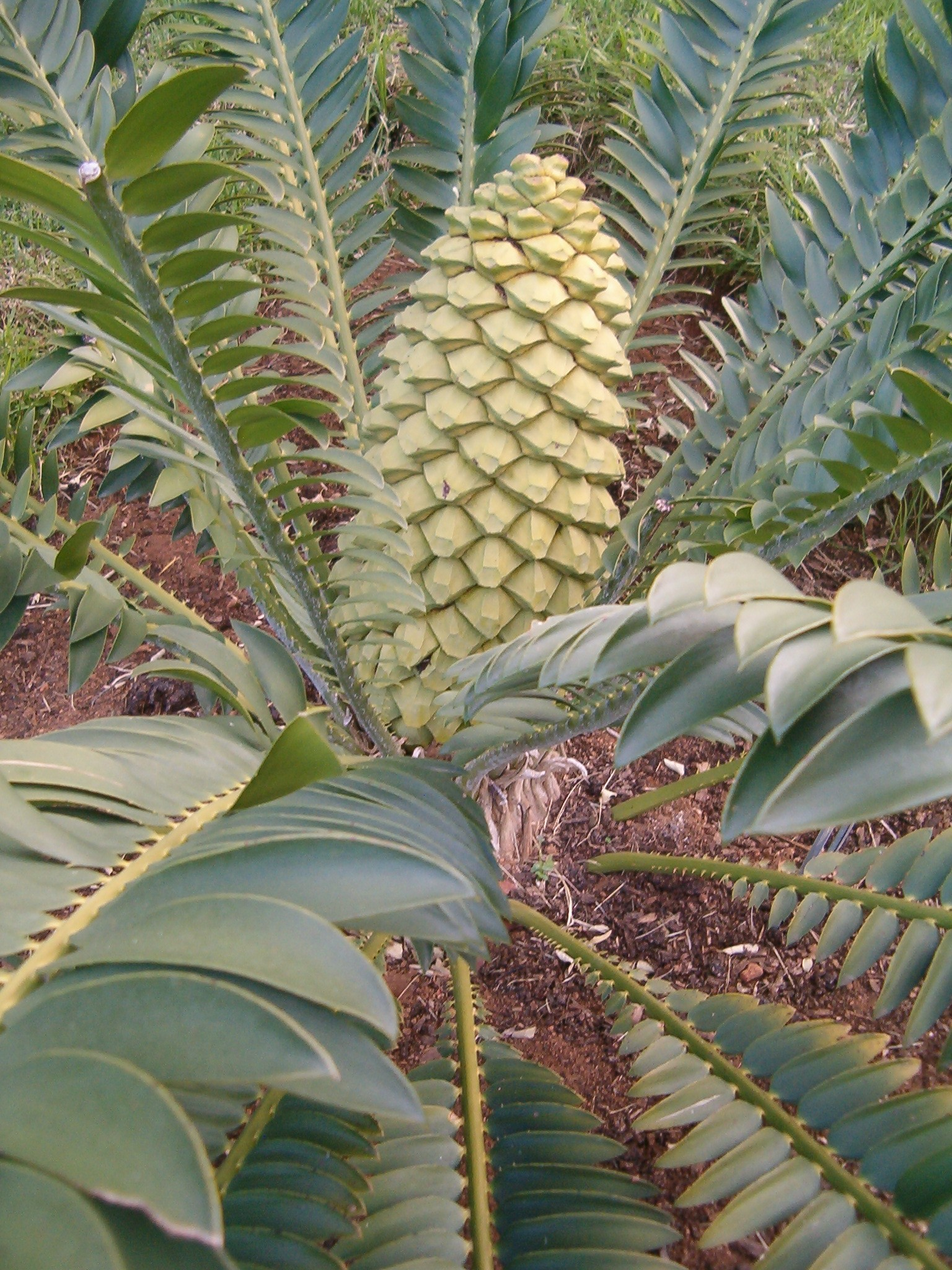
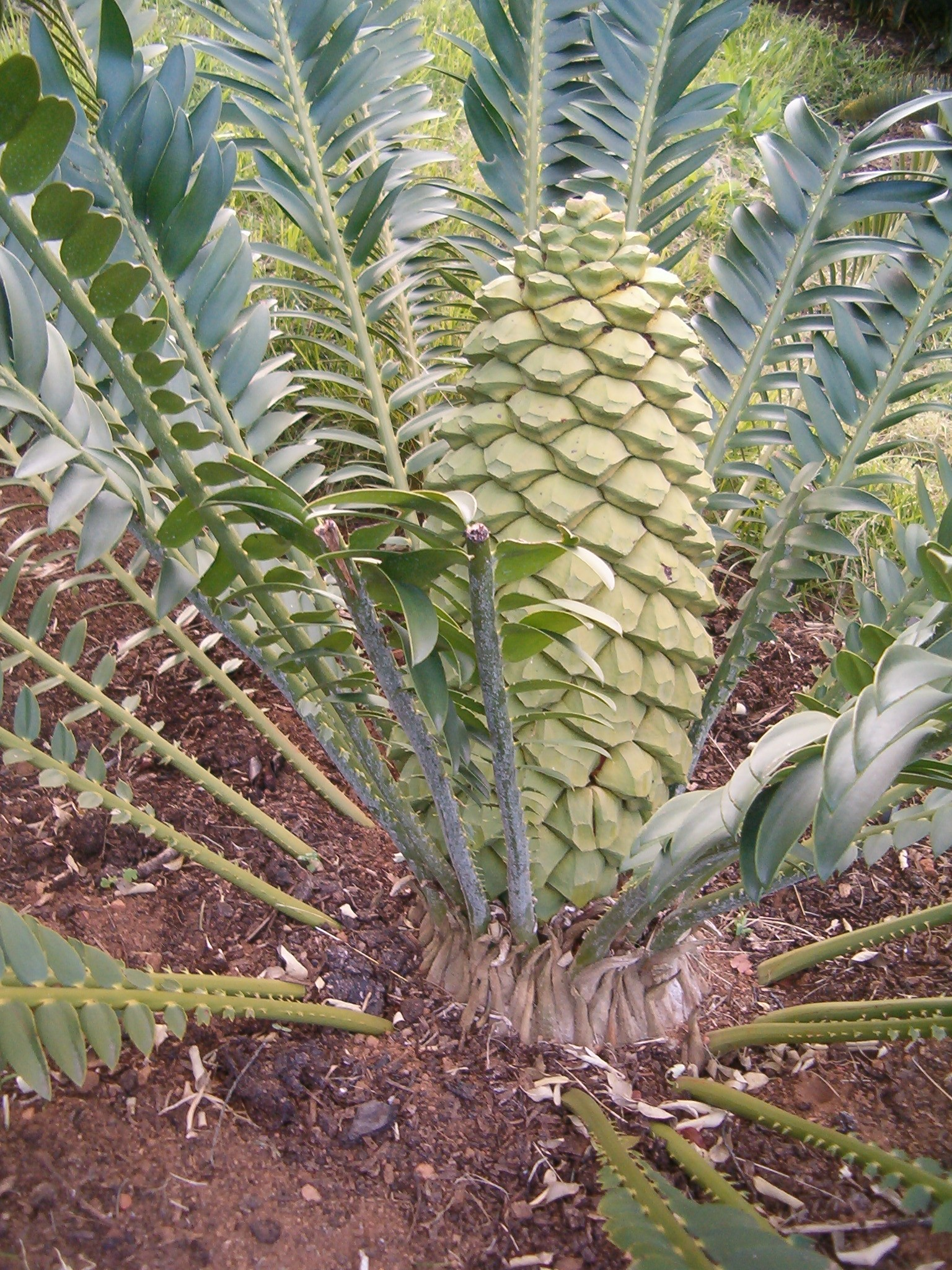